# Medetera flavides
Medetera flavides är en tvåvingeart som beskrevs av Negrobov och Thuneberg 1971. Medetera flavides ingår i släktet Medetera och familjen styltflugor. Inga underarter finns listade i Catalogue of Life.